# 新北捷運三鶯線
三鶯線（さんおうせん、正体字: 三鶯線、サンインシェン、英文表記: Sanying Line）は台湾新北市土城区の頂埔駅と同市の三峡区・鶯歌区を結ぶ計画中の捷運路線。路線総延長は14.29km。

## 概要
台湾の全国平均より高い人口増加率を続けている鉄道空白地帯の三峡区・鶯歌区を既存鉄道路線に接続して台北都心部への所要時間短縮を図り、また国立台北大学周辺のアクセス改善を目的として計画された。
全線が中運量の高架式捷運路線として建設されるため、高運量規格の土城線との直通はできないが、起点の頂埔駅で土城線、途中の鶯歌駅で台鉄縦貫線と接続、将来的には延伸先で桃園捷運が計画中の桃園捷運緑線とも連絡する構想である。
第1期区間として、頂埔駅 - 鶯桃福徳駅間14.29km・12駅を2016年起工、2024年ごろの開業を予定している。第1期区間の計画案が中央政府で承認され、総事業費約505億台湾ドル（中央政府187億、新北市318億）で入札を終え、建設された。
第2期区間は総事業費122億台湾ドルで鳳鳴国中駅から3.7km・2駅を延伸し、桃園捷運緑線大湳駅（仮称）に連絡する路線。初期の手続きは新北市政府が代行するものの、桃園市政府が整備主体となって、2027年ごろの開業を目指して計画が始動した。

## 歴史

### 1期区間
- 2000年3月 - 台北市政府捷運工程局がフィジビリティスタディ（以下、F/S）着手[4]。
- 2003年2月 - 計画案作成着手[4]。
- 2005年7月25日 - 交通部審査通過せず[4]。（その後三峡区が進めていた台北大学周辺道路計画も取り込んで計画案を再提出も、大衆捷運法4条の規定により、新北市の管轄となる。）
- 2006年
  - 8月28日 - 環境アセスメント計画（台北市側が提出）が行政院環境保護署を条件付きで通過[4]。
  - 11月20日 - 環保署が環境予備調査に同意[4]
- 2011年12月2日 - 当路線を雁行する三鶯線先導公車（台北客運981路線）を開設。
- 2012年
  - 9月3日 - 修正F/S報告書が行政院審議を通過[4]。中運量規格を採用、2014年起工・2023年末完工。
  - 11月 - 公聴会招集
- 2013年
  - 5月24日 - 環保署が環境評価承認（新北市政府交通局に対し）[4]。
  - 11月 - 総合計画案起草に着手
- 2014年
  - 3月31日 - 交通部に鳳鳴までの総合計画報告書を提出、同時に桃園市八徳区までの延伸区間のF/Sに着手[4]。
  - 10月21日 - 総合計画案が交通部審議通過[4]。
  - 11月14日 - 交通部が計画案を行政院に転送[4]。
- 2015年
  - 4月20日 - 国家発展委員会の審議通過。総事業費505.29億・市負担318.48億[5]
  - 6月2日 - 行政院が総合計画案の事業化を確定[4]。
  - 6月5日 - 環保署が環境評価の修正報告書を交通部に提出[6]。
  - 11月26日 - 入札公告開始
- 2016年
  - 4月28日 - 12日に締め切られた入札に『シーメンス・現代ロテム・中華工程連合』、『アンサルドSTS・日立製作所・栄工工程連合』、『ボンバルディア・工信工程連合』の3グループが応札するも、台湾側ゼネコンの工信工程が入札資格を満たしていないことで落選したことに対し、異議申し立てを行い、他2グループもそれに反論したため、入札を再延期[7]。
  - 5月16日 - 日立・アンサルドSTS・台湾ゼネコンの栄工工程3社連合が栄工工程連合が総額339.5億元で第1段階区間の土木・機電工程における優先交渉権を獲得[8]。（日立が車両、アンサルドSTSが信号システム、栄工工程が土木部門の主幹事を担当するターンキー契約。）
  - 6月21日 - 日立連合が新北市政府捷運工程局と正式契約[9]。
  - 7月21日 - 起工[10]。
- 2017年
  - 3月 - 前瞻基礎建設計画に盛り込まれる。
  - 7月12日 - 第1期区間の駅名が正式決定[11]。
- 2020年6月9日 - 2駅の駅名変更（LB03挖子→長寿山）と副駅名追加（LB05に三峡広行宮）公告[12]

#### 将来
- 2025年
  - 12月 - （1期）完工予定
- 2026年 - （1期）開業予定

### 2期延伸計画
- 2015年12月 - 桃園市内延伸区間について桃園市が地方説明会[13]
- 2016年3月18日 - 桃園市内延伸区間について、F/Sに桃園市側の修正案を盛り込む[14]。
- 2019年
  - 5月17日 - 交通部でF/S調査報告の審査が通過[15]。
  - 8月26日 - 国家発展委員会で50.85億の中央政府補助を盛り込んだ総額116.41億を見込んだF/S調査報告の審査が通過[16]。
  - 11月13日 - 行政院でF/S承認[17]。

## 車両
台北捷運環状線と同じく日立レール（当時は日立レールイタリア）のドライバーレス・メトロを採用。無人運転に対応した2両1編成の無人運転対応小型車両であり、台北捷運の文湖線を除く既存路線より小型となる。29編成が日立製作所笠戸事業所で製造される。2018年に車体デザインを決めるインターネット投票が行われ、ライトブルーと白のツートンカラーが採用されることになった。2019年末、市政府が所在する板橋駅の市民広場でスペインから輸送された実寸大のモックアップが展示された。

## 駅一覧
桃園市内の駅名は未確定で、中・英文駅名はすべて仮称。
| 段階   | 駅番号 | 駅名                      | 駅名                      | 駅名                                               | 駅間 キロ | 営業 キロ | 接続路線                    | 所在地 | 所在地 |
| 段階   | 駅番号 | 日本語                    | 繁体字中国語              | 英語                                               | 駅間 キロ | 営業 キロ | 接続路線                    | 所在地 | 所在地 |
| ------ | ------ | ------------------------- | ------------------------- | -------------------------------------------------- | --------- | --------- | --------------------------- | ------ | ------ |
| 第一期 | LB01   | 頂埔駅                    | 頂埔站                    | Dingpu                                             | -         | 0.0       | 台北捷運：板南線（土城線）  | 新北市 | 土城区 |
| 第一期 | LB02   | 媽祖田駅                  | 媽祖田站                  | Mazutian                                           |           |           |                             | 新北市 | 土城区 |
| 第一期 | LB03   | 長寿山駅                  | 長壽山站                  | Changshoushan                                      |           |           |                             | 新北市 | 三峡区 |
| 第一期 | LB04   | 横渓駅                    | 橫溪站                    | Hengxi                                             |           |           |                             | 新北市 | 三峡区 |
| 第一期 | LB05   | 龍埔駅 （三峡広行宮）     | 龍埔站 （三峽廣行宮）     | Longpu (Sanxia Guangxing Temple)                   |           |           |                             | 新北市 | 三峡区 |
| 第一期 | LB06   | 三峡駅 （国家教育研究院） | 三峽站 （國家教育研究院） | Sanxia (National Academy for Educational Research) |           |           |                             | 新北市 | 三峡区 |
| 第一期 | LB07   | 台北大学駅 (恩主公医院)   | 臺北大學站 (恩主公醫院)   | National Taipei University (En Chu Kong Hospital)  |           |           |                             | 新北市 | 三峡区 |
| 第一期 | LB08   | 鶯歌車站                  | 鶯歌車站                  | Yingge Station                                     |           |           | 台湾鉄路管理局：縦貫線      | 新北市 | 鶯歌区 |
| 第一期 | LB09   | 陶瓷老街駅                | 陶瓷老街站                | Ceramics Old Street                                |           |           |                             | 新北市 | 鶯歌区 |
| 第一期 | LB10   | 国華駅                    | 國華站                    | Guohua                                             |           |           |                             | 新北市 | 鶯歌区 |
| 第一期 | LB11   | 永吉公園駅                | 永吉公園站                | Yongji Park                                        |           |           |                             | 新北市 | 鶯歌区 |
| 第一期 | LB12   | 鶯桃福徳駅                | 鶯桃福德站                | Yintao Fude                                        |           |           |                             | 新北市 | 鶯歌区 |
| 第二期 |        | 大草厝駅                  | 大草厝站                  | Dacaocuo                                           |           |           |                             | 桃園市 | 八徳区 |
| 第二期 |        | 大湳駅                    | 大湳站                    | Danan                                              |           |           | 桃園捷運：■緑線（航空城線） | 桃園市 | 八徳区 |